# Classic-Car Janßen

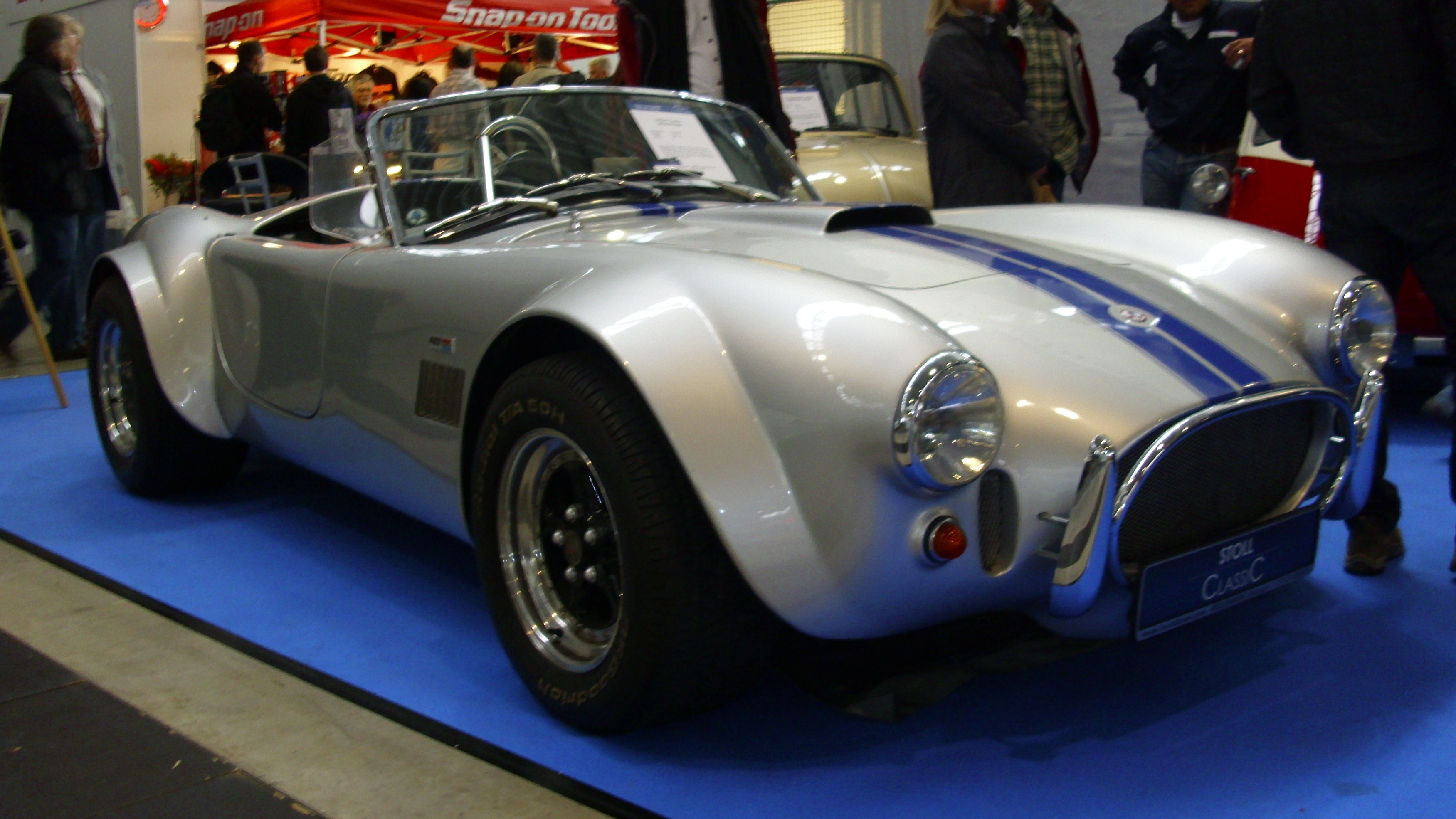
Janßen Cobra von 1986

Classic-Car Janßen war ein deutscher Hersteller von Automobilen.

## Unternehmensgeschichte
Klaus Janßen gründete 1980 das Unternehmen und begann mit der Produktion von Automobilen. Der Firmensitz war Am Raffelnberg 4 in Lüdenscheid. Der Markenname lautete Janßen. 1993 endete die Produktion.

## Fahrzeuge
Das Unternehmen stellte Nachbildungen historischer Fahrzeuge her. Die Fahrzeuge waren zumeist auch als Bausatz erhältlich.
- Der Blower-Phaeton/98 war dem Bentley 4½ litre Supercharged aus den 1920er Jahren nachempfunden. Der Neupreis betrug 1984 ab 46.000 DM.[1] Die Basis bildete ein verlängertes Fahrgestell vom VW Käfer. Für den Antrieb sorgte ein Vierzylindermotor von Audi mit 86 PS.
- Der Cobra 427 Turbo war ein Nachbau des AC Cobra. Der Neupreis betrug 1988 ab 50.000 DM.[2] Bei diesem Modell kam ein eigener Kastenrahmen zum Einsatz. Zur Wahl standen Sechszylindermotor von Ford und der V8-Motor von Rover.
- Der Gepard SS 100/75 ähnelte dem SS 100. Der Neupreis betrug 1984 ab 43.000 DM.[3] Anfangs auf dem Plattformrahmen des VW Käfers basierend, kam später ein Kastenrahmen zum Einsatz. Motoren von Opel mit wahlweise 4 Zylindern und 110 PS oder 6 Zylindern, 3000 cm³ Hubraum und 180 PS waren vorne im Fahrzeug montiert.
- Weitere Nachbauten gab es vom Bugatti Type 35, Jaguar XK 120 und XK 140, Mercedes-Benz SS und Porsche 356.